# Miguel Lutonda
Miguel Pontes Lutonda, né le 24 décembre 1971 à Luanda, en Angola, est un joueur angolais de basket-ball, évoluant au poste de meneur.

## Carrière

### Palmarès
- Champion d'Afrique 1999, 2001, 2003, 2005, 2007
- MVP du championnat d'Afrique 2001 et 2003